# Монгольско-нидерландские отношения
Монгольско-нидерландские отношения — двусторонние отношения между Монголией и Нидерландами. В 2010 году двусторонний товарооборот между Монголией и Нидерландами составил 13,2 млн долларов. В 2010 году экспорт Монголии в Нидерланды составил 0,2 млн долларов.

## Экономические отношения
В 2005 году двусторонний товарооборот между Монголией и Нидерландами составил 7,8 млн долларов. В 2010 году двусторонний товарооборот между Монголией и Нидерландами составил 13,2 млн долларов. В 2005 году экспорт Монголии в Нидерланды составил 4,6 млн долларов. В 2010 году экспорт Монголии в Нидерланды составил 0,2 млн долларов. В 2005 году экспорт Нидерландов в Монголию составил 3,1 млн долларов. В 2010 году экспорт Нидерландов в Монголию составил 12,9 млн долларов.